# دیود بازیابی پله‌ای

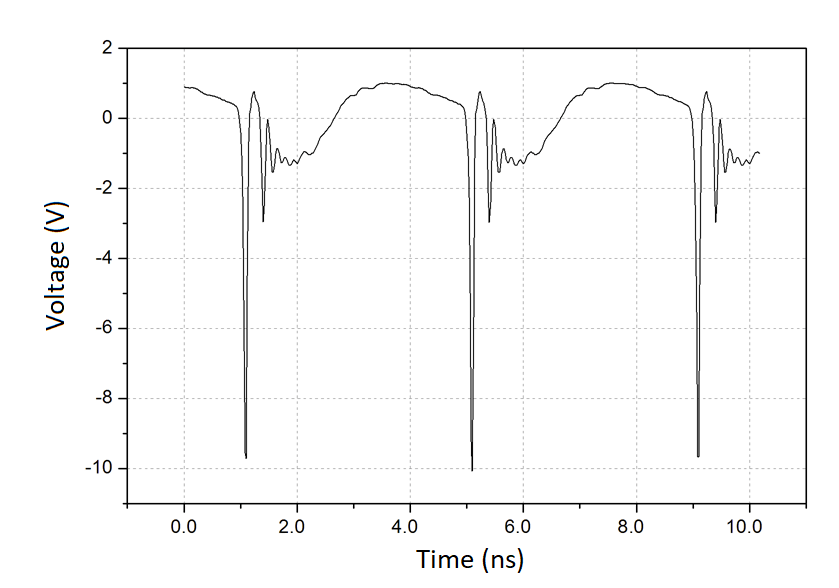
سیگنال یک اس‌آردی مولد فرکانس شانه‌ای (HP 33003A)

نماد مداری

در الکترونیک، دیود بازیابی پله‌ای (SRD) یک دیود پیوندی نیم‌رسانا است که توانایی تولید پالس‌های بسیار کوتاه را دارد. این نیز به نام دیود شلاقی یا دیود انباشت-بار یا (غالباً خیلی کمتر) دیودخازنی با حافظه، و دارای تنوع کاربرد در الکترونیک مایکروویو به عنوان مولد پالس یا تقویت‌کننده‌های پارامتری است.
هنگامی که دیودها از هدایت مستقیم به قطع معکوس تغییر می‌کنند، جریان معکوس با حذف بار ذخیره شده برای مدت کوتاهی جریان می‌یابد. این ناگهانی است که این جریان معکوس متوقف می‌شود که این مشخصه دیود بازیابی پله‌ای است.
اولین مقاله منتشر شده دربارهٔ اس‌آردی (Boff, Moll & Shen 1960) است: نویسندگان با شروع بررسی مختصر بیان می‌کنند که «ویژگی‌های بازیابی از انواع خاصی از دیودهای پیوندی پی‌اِن دارای یک ناپیوستگی است که می‌تواند برای تولید مزیت هارمونیکها یا تولید پالس‌های میلی‌میکروثانیهای استفاده شود». آنها همچنین اشاره می‌کنند که این پدیده را برای اولین بار در فوریه ۱۹۵۹ مشاهده کردند.

## موارد استفاده
- مولدهای هارمونیک[۱]
  - نوسان‌سازهای محلی
  - نوسان‌ساز کنترل‌شده با ولتاژ
  - سینت سایزر فرکانس
  - ضریب‌کننده فرکانس[۲][۳]
- مولدهای شانه‌ای[۲]
- آشکارساز فاز نمونه برداری[۴][۵]